# Teleférico Funchal-Monte

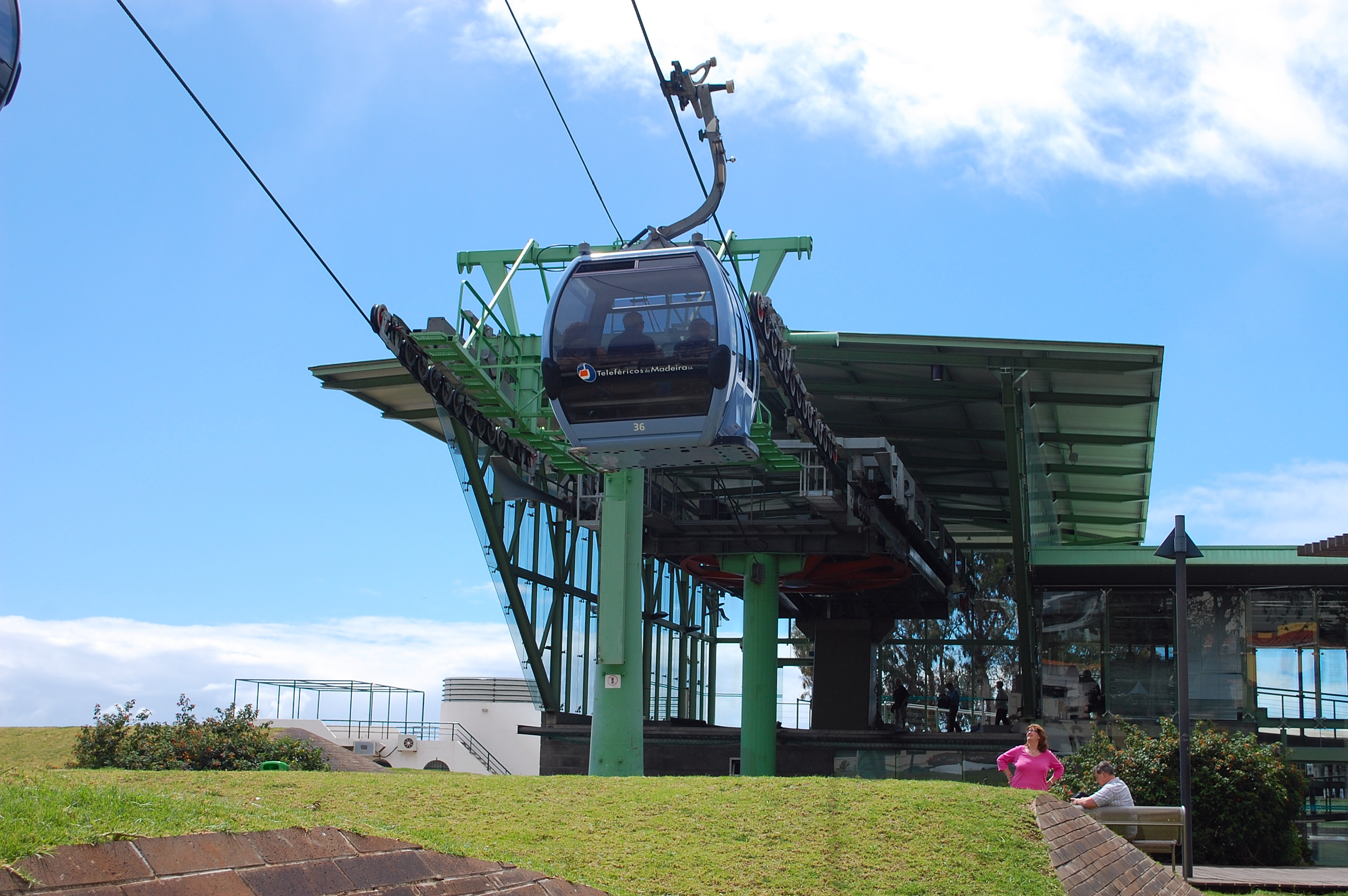
Terminal superior.

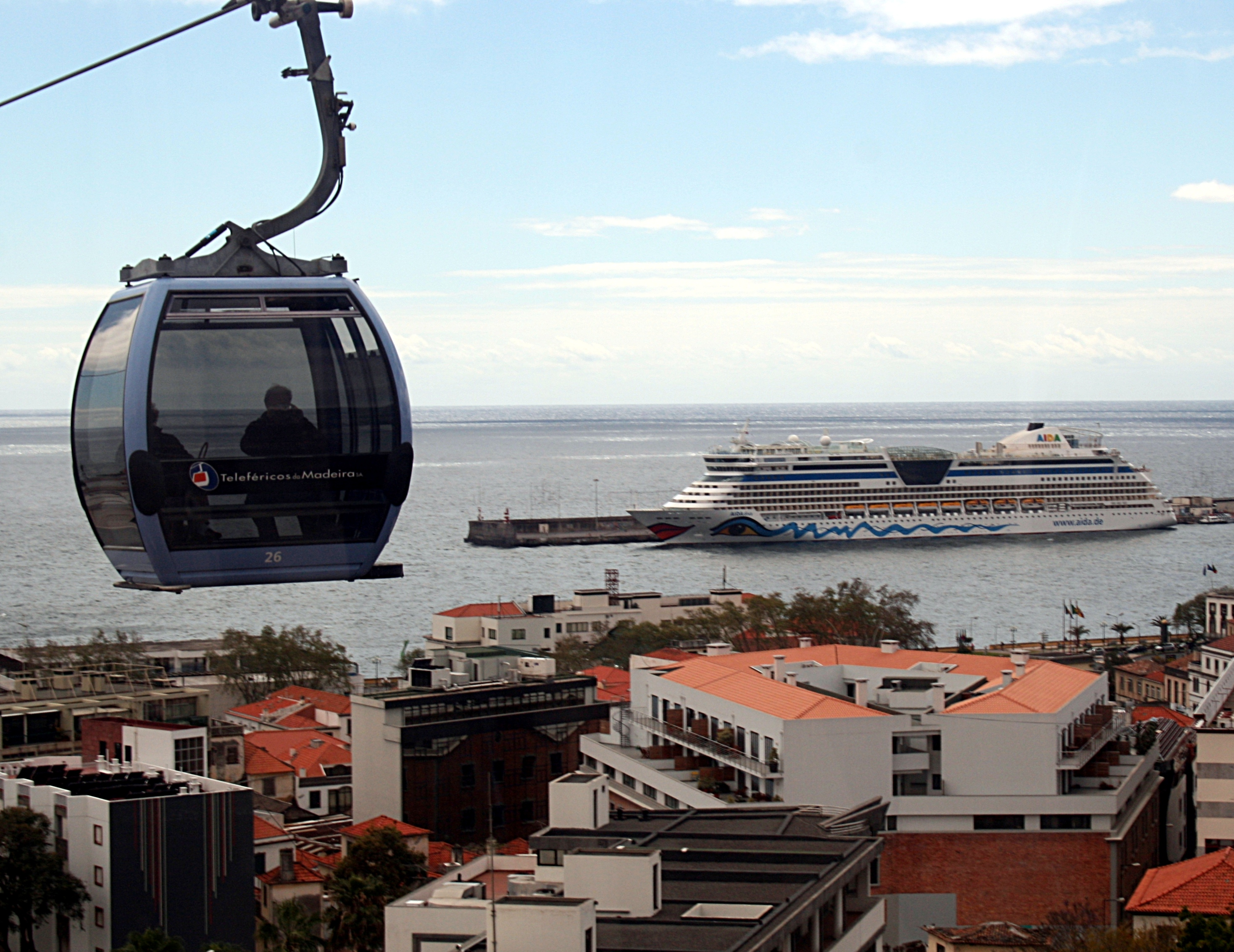
Cabine do teleférico.

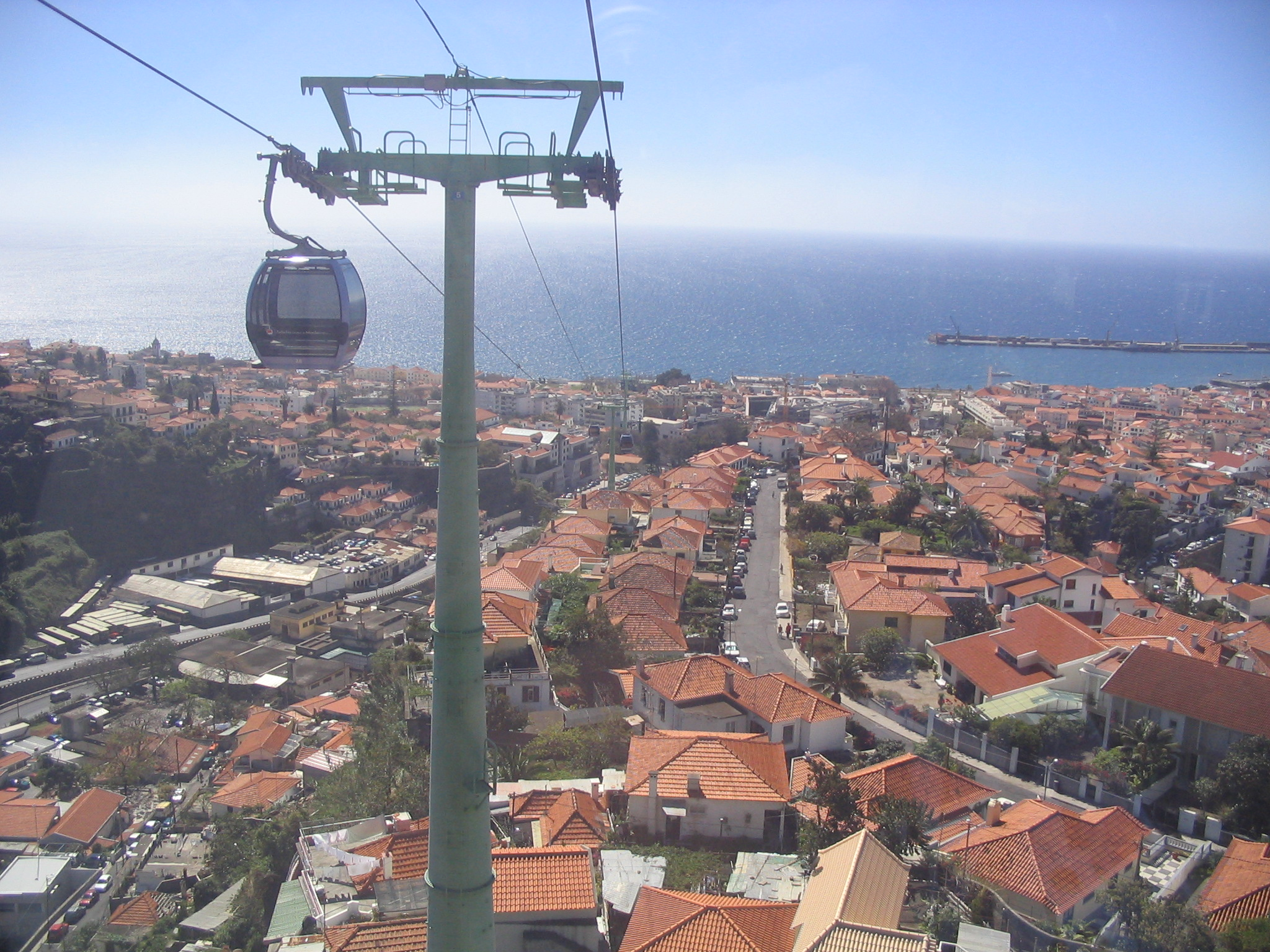
Quase a chegar ao Monte.

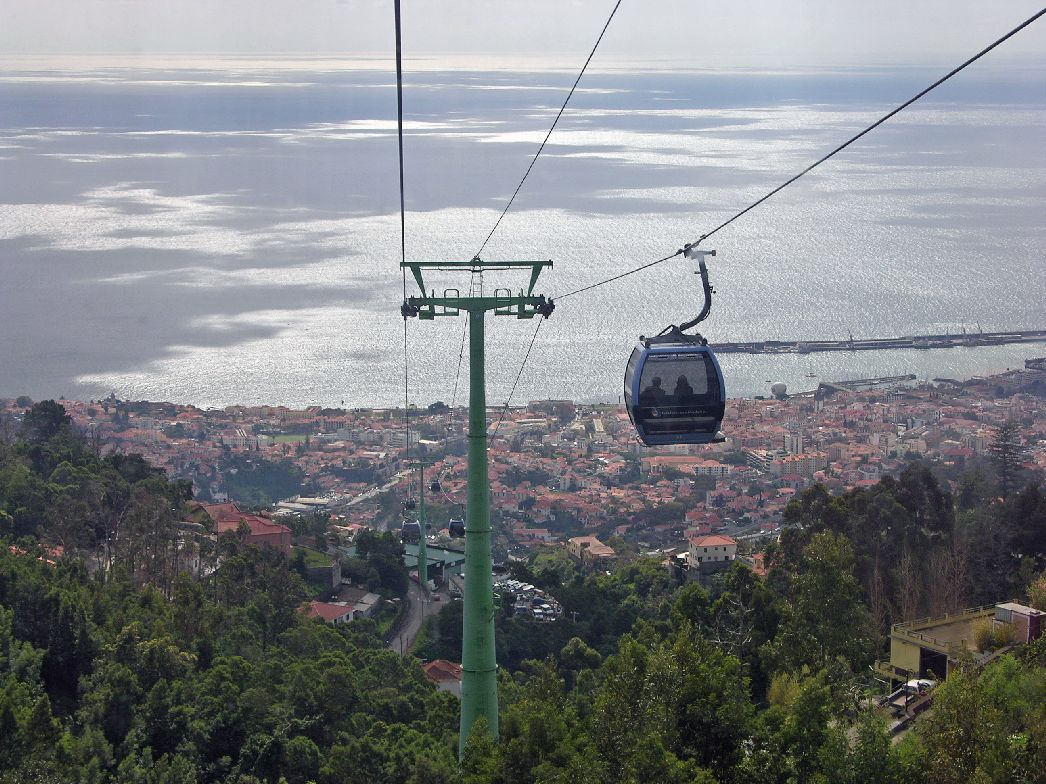
Panorâmica sobre o Funchal.

O Teleférico Funchal-Monte faz a ligação da zona velha da cidade do Funchal (Ilha da Madeira, Portugal) ao Monte, em aproximadamente 15 minutos, tendo uma vista panorâmica da cidade ao longo do percurso. É composto por 42 cabines de 8 lugares cada, movimentadas por um sistema tipo telecabina monocabo de grampo destacável.
A construção do Teleférico Funchal-Monte teve início em Setembro de 1999 e foi inaugurado em Novembro de 2000; o trajecto foi concebido com o objectivo de recuperar o papel turístico do Comboio do Monte, existente em 1887-1943.
O cabo tem 3178 m de comprimento e 43 mm de espessura, e está assente em 11 torres metálicas cónicas que mantêm uma distância de 5,5 m entre os dois ramos do cabo, algumas implementadas em plena malha urbana. O maior vão é de 550 m, entre as torres n.os 3 (a mais alta, com 39 m) e 4, com os ramos do cabo distanciados excepcionalmente 6,5 m um do outro. A motorização, localizada na estação base, tem uma potência de 302 kW.
A estação de base situa-se no jardim do Almirante Reis, na zona histórica do Funchal, estando o topo, no Monte, a meio caminho entre o Largo das Babosas e os Jardins do Monte. Neste local tem correspondência pedonal com o terminal topo do Teleférico do Jardim Botânico e não fica longe da estação Monte da ferrovia em cremalheira do Comboio do Monte, extinta em 1943.